# Paramicrura borborophila
Paramicrura borborophila är en djurart som tillhör fylumet slemmaskar, och som beskrevs av Gibson och Scott D. Sundberg 1992. Paramicrura borborophila ingår i släktet Paramicrura och familjen Lineidae. Inga underarter finns listade i Catalogue of Life.